# Comuna Mazurove, Krîve Ozero
Mazurove (în ucraineană Мазурове) este o comună în raionul Krîve Ozero, regiunea Mîkolaiiv, Ucraina, formată din satele Mazurove (reședința) și Mîhalkove.

## Demografie
Componența lingvistică a comunei Mazurove
     Ucraineană (94,44%)
     Română (2,78%)
     Rusă (1,85%)
     Alte limbi (0,46%)
Conform recensământului din 2001, majoritatea populației comunei Mazurove era vorbitoare de ucraineană (94,44%), existând în minoritate și vorbitori de română (2,78%) și rusă (1,85%).